# ルイス・アブラム
- ルイス・アブラン

ルイス・アルフォンソ・アブラム・ウガレッリ（Luis Alfonso Abram Ugarelli  ,  1996年2月27日 - ）は、ペルー・リマ郡リマ出身のサッカー選手。アトランタ・ユナイテッドFC所属。ポジションはDF。ペルー代表。

## クラブ経歴
2010年にペルーのレガータス・リマのユースチームに入団すると、2013年にスポルティング・クリスタルのユースに加入。翌年にはトップチームにメンバー入りして国内リーグデビューを果たした。22試合に出場して同年シーズンのリーグ優勝に貢献すると、リーグ最優秀新人選手に選出された。以降同チームの中心選手となり、2017年シーズンはリーグ戦39試合に出場して2度目のリーグ優勝を経験した。
2018年1月にアルゼンチンのCAベレス・サルスフィエルドに移籍した。公式戦91試合に出場して4ゴール2アシストを記録した。
2021年7月31日、ラ・リーガのグラナダCFと3年契約を交わした。
2022年1月にクルス・アスルにレンタル移籍。公式戦38試合に出場し、新設されたスーパー杯ではアトラスFCを破って第1回大会の王者となった。
2023年2月3日、メジャーリーグサッカーのアトランタ・ユナイテッドFCに2026年までの契約で移籍。サルスフィエルドで共にプレーしたティアゴ・アルマダと再会することになった。

## 代表経歴
プロデビュー前の2013年に、自国開催のボリバリアンゲームズにU-18のペルー代表として出場。2016年5月のトリニダード・トバゴ戦でフル代表デビュー。同年開催のコパ・アメリカ・センテナリオにも出場した。
2018 FIFAワールドカップには、メンバー候補に挙がっていたものの落選。
2019年5月には、コパ・アメリカ2019の代表に選出された。11月19日に行われたブラジル代表との親善試合では代表初ゴールを記録。試合はアブラムのゴールが決勝点となり1-0で勝利を飾った